# Jatar-Deul

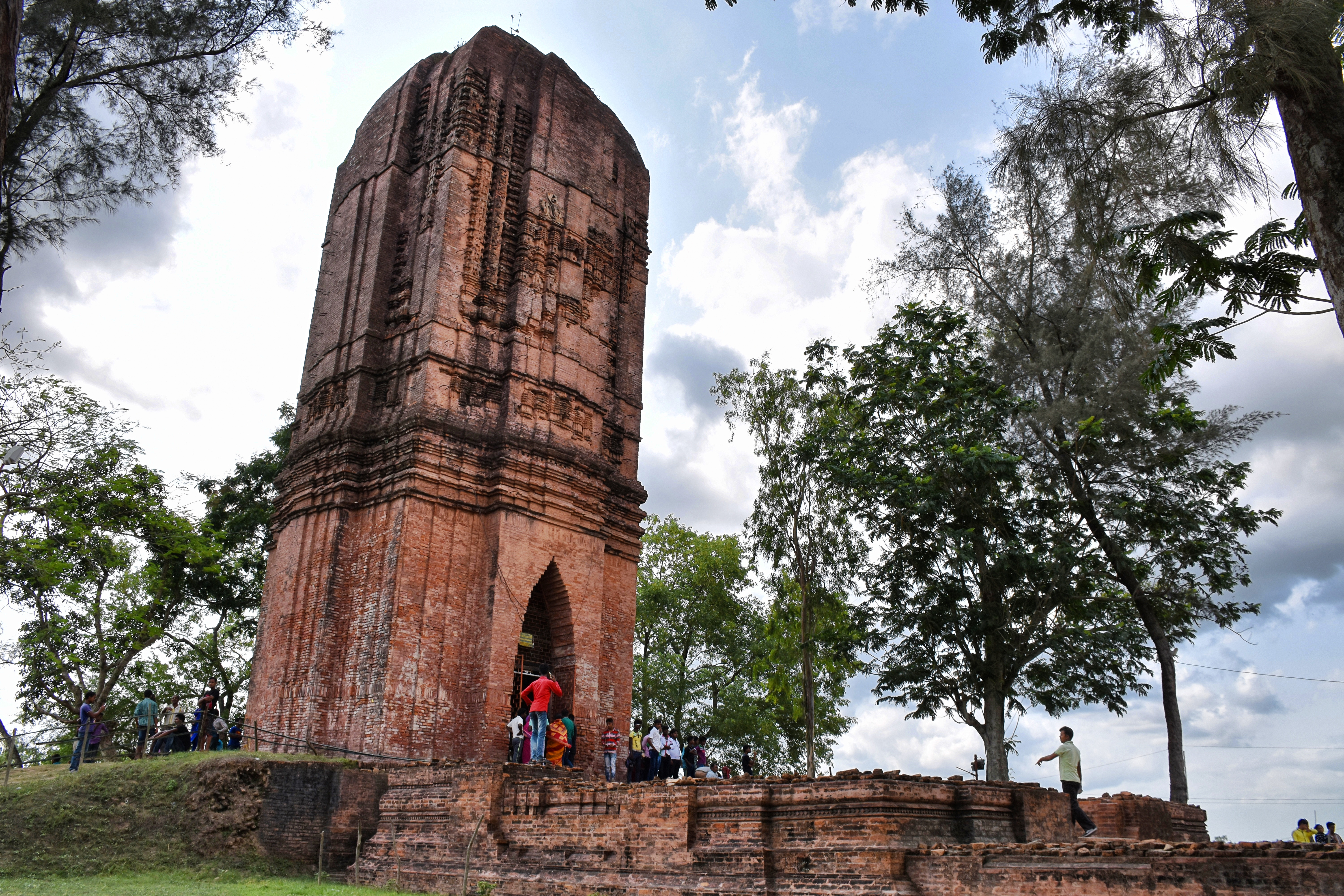
Jatar-Deul

Der als Jatar-Deul (bengalisch জটার দেউল jaṭār deul) bezeichnete Turmtempel (rekha-deul) befindet sich in der von zahlreichen Flüssen durchzogenen steinlosen Schwemm- und Buschlandschaft der westlichen Sundarbans im indischen Bundesstaat Westbengalen. Er gehört zu einer kleinen Untergruppe bengalischer Tempel, die sich auf architektonische Anregungen aus Odisha zurückführen lässt.

## Lage
Der Jatar-Deul steht isoliert auf einer leichten Anhöhe in der Umgebung der Ortschaft Kanakan Dighi etwa 5 km östlich der Kleinstadt Raidighi im Distrikt Dakshin 24 Pargana in Westbengalen; ob es in der Nähe des Tempels ehemals ein Dorf gegeben hat oder ob er ein regionales Pilgerzentrum war, ist unklar.

## Geschichte
Über den oder die Auftraggeber und somit auch über die Entstehungszeit des Tempels ist nichts bekannt. Von einigen Forschern wird – wegen einer in der Nähe gefundenen Kupferplatte mit einer Inschrift aus dem 10. Jahrhundert, die sich allerdings nicht auf den Tempel bezieht – eine gleichzeitige Entstehungszeit angenommen; andere datieren ihn deutlich später und legen die Bauzeit ins 17. oder 18. Jahrhundert.

## Weihe
Da weder ein Kultbild noch anderweitige skulpturale oder inschriftliche Hinweise vorhanden sind, ist auch die Weihe des Tempels unklar – einige halten ihn ursprünglich für ein buddhistisches Bauwerk; andere sehen in ihm einen Bau zu Ehren des Hindugottes Shiva (Mahadev), dessen bunte Bildchen sowie anderer religiöser Krimskrams heute das Innere der Cella (garbhagriha) schmücken.

## Architektur
Der nur aus einem etwa 30 m hohen Turm (rekha-deul) mit innenliegender etwa 3,10 × 3,10 m messender, erhöht liegender, aber fensterloser Cella bestehende Ziegelsteintempel erhebt sich auf einer quadratischen Grundfläche von etwa 9,30 × 9,30 m. Bemerkenswert sind die für einen Rekha-Deul üblichen steilen Proportionen, die durch mehrere Gesimse über dem hohen spitzbogigen Portal sowie senkrechte Abstufungen im oberen Teil etwas abgemildert werden. Eine kuppelförmige Krümmung entwickelt der Bau erst auf den letzten Metern.

## Fotos anderer Rekha-Deul-Tempel in Westbengalen

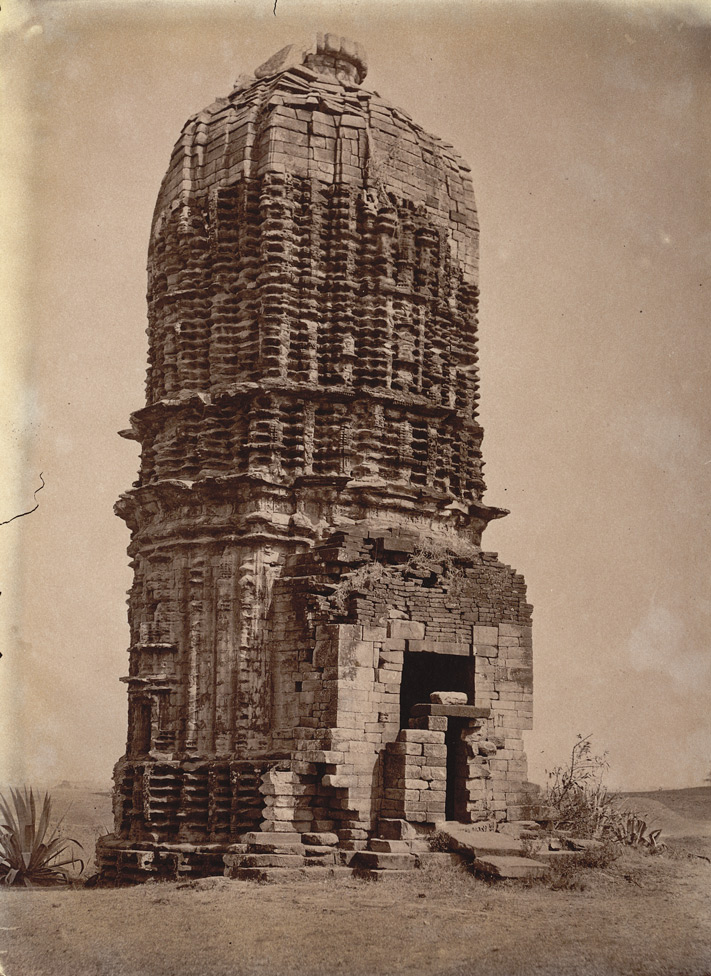
Tempel beim Dorf Para, Distrikt Purulia
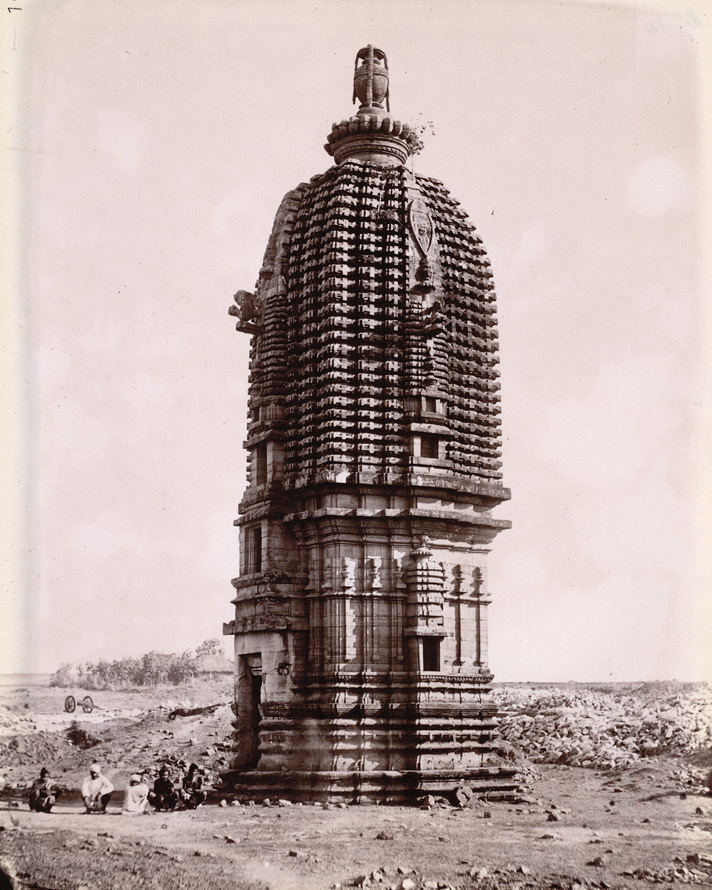
Panchanana Temple beim Dorf Barakar, Distrikt Bardhaman
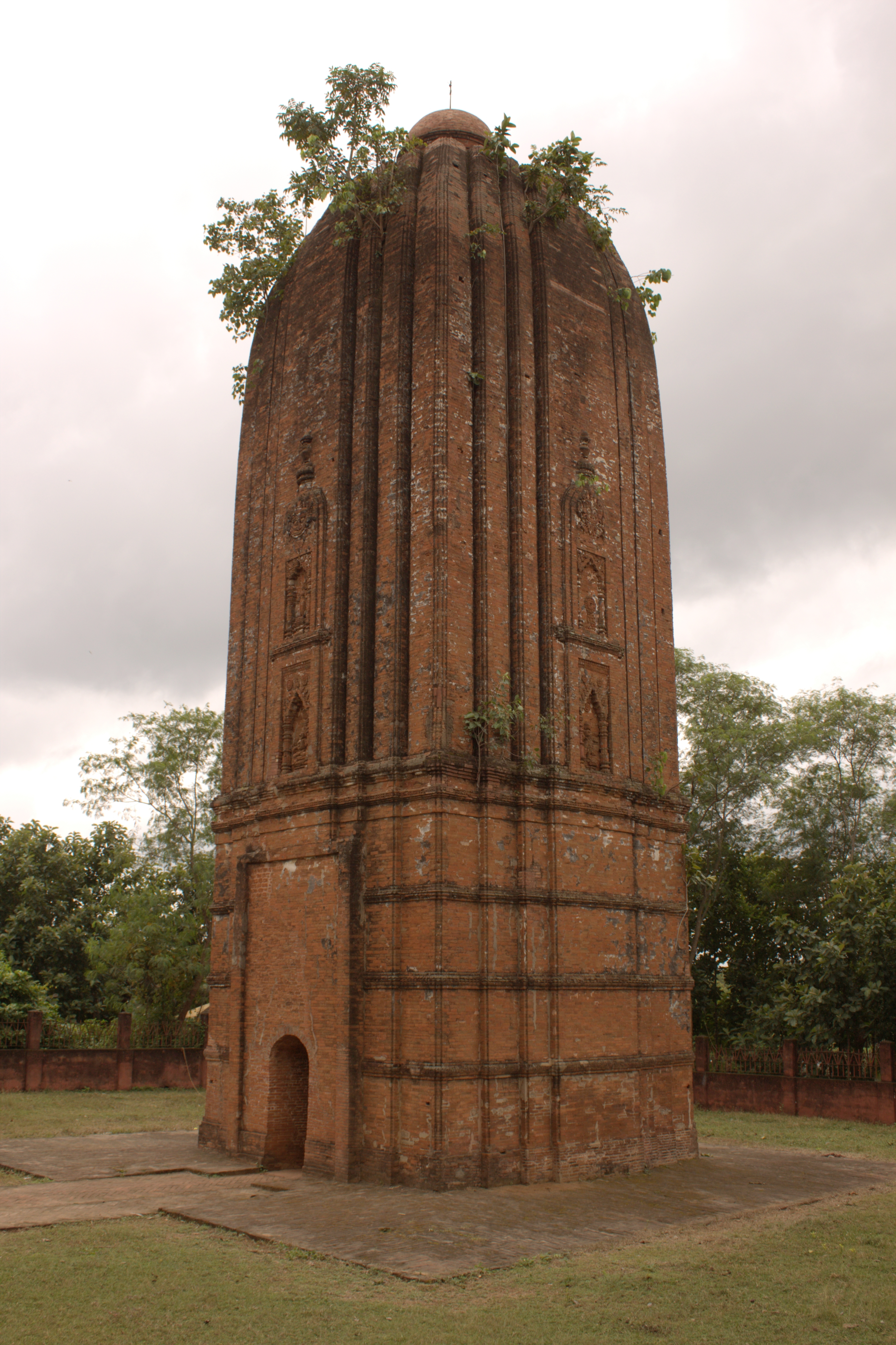
Ichai-Ghosh-Tempel, Distrikt Bardhaman
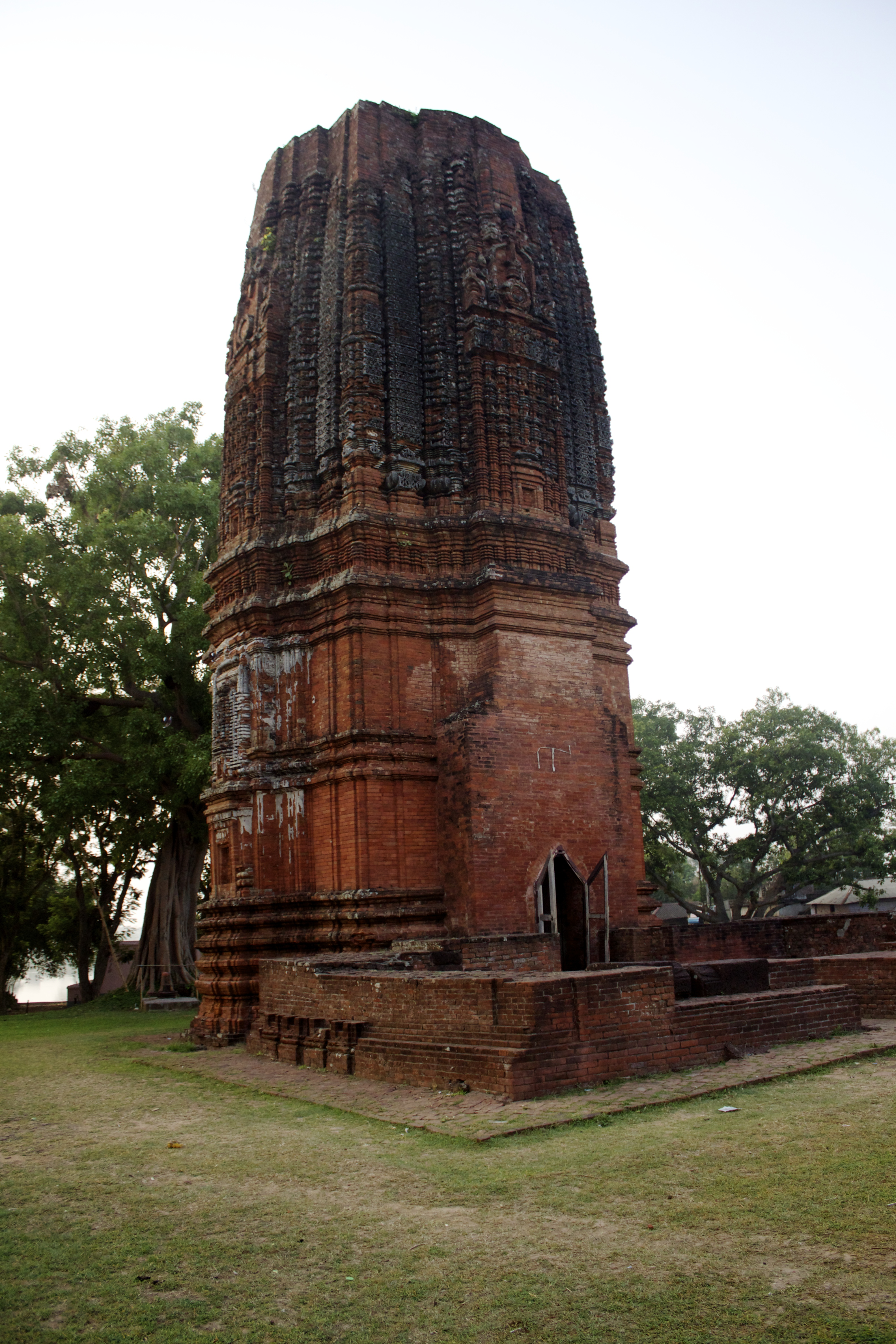
Siddheshwara Tempel, Bahulara, Distrikt Bankura
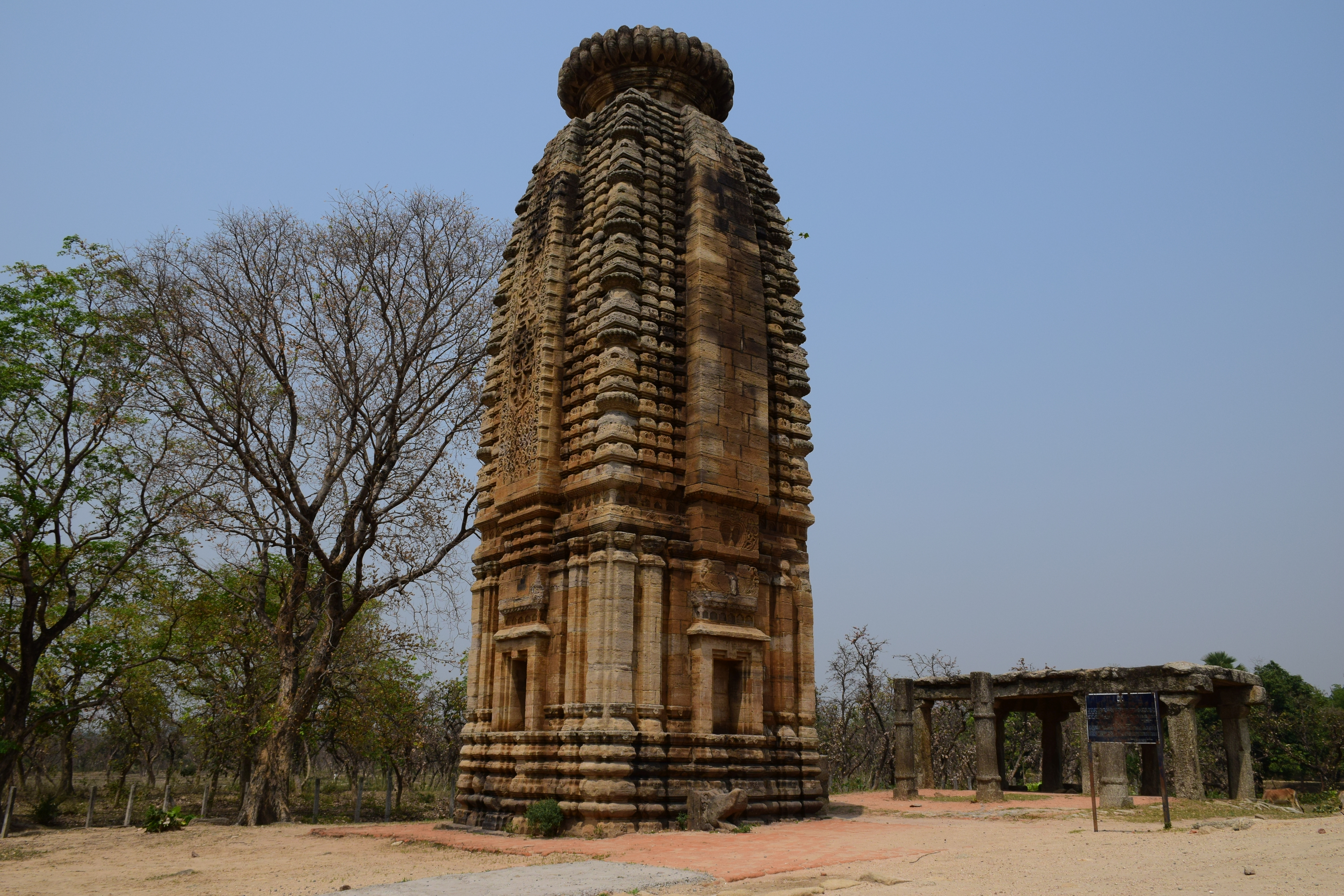
Tempel, Banda, Distrikt Purulia
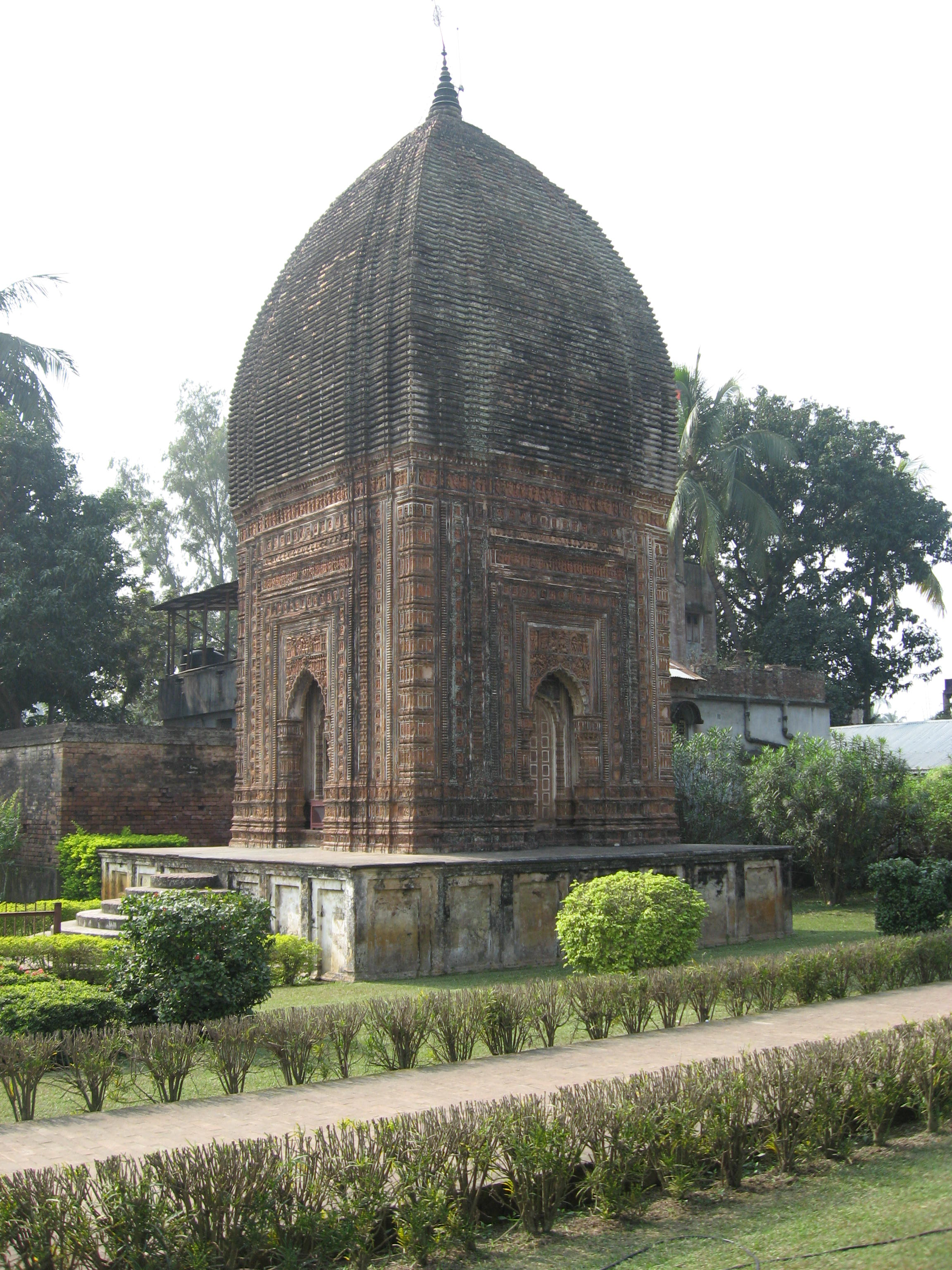
Pratapeswar-Tempel, Kalna, Distrikt Bardhaman